# Alpiner South American Cup 2016
Die Saison 2017 des alpinen South American Cups wurde von Anfang August bis Ende September 2016 in Argentinien und Chile veranstaltet und war – wie auch die anderen Kontinentalrennserien des internationalen Ski-Verbandes FIS – ein Unterbau zum Weltcup. Sie zählt laut FIS-Regularien bereits zur jahresübergreifenden Wettbewerbssaison 2016/17.

## Cupwertungen

### Gesamt
| Rang | Athlet              | Punkte |
| ---- | ------------------- | ------ |
| 1    | Josef Ferstl        | 500    |
| 2    | Klemen Kosi         | 474    |
| 3    | Martin Čater        | 459    |
| 4    | Thomas Dreßen       | 401    |
| 5    | Sebastiano Gastaldi | 371    |

| Rang | Athletin                  | Punkte |
| ---- | ------------------------- | ------ |
| 1    | Ester Ledecká             | 800    |
| 2    | Macarena Simari Birkner   | 778    |
| 3    | Noelle Barahona           | 733    |
| 4    | Francesca Baruzzi Farriol | 559    |
| 5    | Salomé Báncora            | 542    |

### Abfahrt
| Rang | Athlet        | Punkte |
| ---- | ------------- | ------ |
| 1    | Thomas Dreßen | 260    |
| 2    | Josef Ferstl  | 240    |
| 3    | Brice Roger   | 200    |
| 4    | Klemen Kosi   | 194    |
| 5    | Andrej Šporn  | 160    |

| Rang | Athletin                | Punkte |
| ---- | ----------------------- | ------ |
| 1    | Noelle Barahona         | 340    |
| 2    | Ester Ledecká           | 300    |
| 3    | Mireia Gutiérrez        | 210    |
| 4    | Macarena Simari Birkner | 206    |
| 5    | Jade Grillet Aubert     | 194    |

### Super-G
| Rang | Athlet                | Punkte |
| ---- | --------------------- | ------ |
| 1    | Josef Ferstl          | 260    |
| 2    | Martin Čater          | 250    |
| 3    | Valentin Giraud Moine | 246    |
| 4    | Klemen Kosi           | 185    |
| 5    | Blaise Giezendanner   | 138    |

| Rang | Athletin                | Punkte |
| ---- | ----------------------- | ------ |
| 1    | Ester Ledecká           | 300    |
| 2    | Noelle Barahona         | 230    |
| 3    | Macarena Simari Birkner | 170    |
| 4    | Jade Grillet Aubert     | 166    |
| 5    | Mathilde Nelles         | 158    |

### Riesenslalom
| Rang | Athlet               | Punkte |
| ---- | -------------------- | ------ |
| 1    | Sebastiano Gastaldi  | 140    |
| 2    | Pietro Franceschetti | 124    |
| 3    | Štefan Hadalin       | 100    |
| 3    | Cyprien Sarrazin     | 100    |
| 5    | Dominik Schwaiger    | 80     |

| Rang | Athletin                   | Punkte |
| ---- | -------------------------- | ------ |
| 1    | María Belén Simari Birkner | 162    |
| 1    | Nicol Gastaldi             | 162    |
| 3    | Francesca Baruzzi Farriol  | 151    |
| 4    | Salomé Báncora             | 110    |
| 5    | Jade Grillet Aubert        | 100    |
| 5    | Adeline Baud-Mugnier       | 100    |

### Slalom
| Rang | Athlet                         | Punkte |
| ---- | ------------------------------ | ------ |
| 1    | Sebastiano Gastaldi            | 200    |
| 2    | Armand Marchant                | 100    |
| 3    | Kai Horwitz                    | 95     |
| 4    | Cristian Javier Simari Birkner | 89     |
| 5    | Thomas Mairtre                 | 86     |

| Rang | Athletin                | Punkte |
| ---- | ----------------------- | ------ |
| 1    | Salomé Báncora          | 225    |
| 2    | Mireia Gutiérrez        | 160    |
| 2    | Macarena Simari Birkner | 160    |
| 4    | Adeline Baud-Mugnier    | 100    |
| 4    | Martina Dubovská        | 100    |

### Kombination
| Rang | Athlet            | Punkte |
| ---- | ----------------- | ------ |
| 1    | Martin Čater      | 100    |
| 2    | Štefan Hadalin    | 80     |
| 3    | Christof Brandner | 60     |
| 4    | Armand Marchant   | 50     |
| 5    | Ondřej Berndt     | 45     |

| Rang | Athletin                | Punkte |
| ---- | ----------------------- | ------ |
| 1    | Ester Ledecká           | 200    |
| 2    | Macarena Simari Birkner | 160    |
| 3    | Mathilde Nelles         | 92     |
| 4    | Salomé Báncora          | 86     |
| 5    | Claire Tan              | 81     |

## Podestplatzierungen Herren
| Datum      | Ort                  | Disziplin     | 1. Platz              | 2. Platz                 | 3. Platz                       |
| ---------- | -------------------- | ------------- | --------------------- | ------------------------ | ------------------------------ |
| 05.08.2016 | Chapelco (ARG)       | Riesenslalom  | Rennen abgesagt       | Rennen abgesagt          | Rennen abgesagt                |
| 09.08.2016 | Cerro Catedral (ARG) | Riesenslalom  | Pietro Franceschetti  | Sebastiano Gastaldi      | Thomas Mairtre                 |
| 11.08.2016 | Cerro Catedral (ARG) | Slalom        | Rennen abgesagt       | Rennen abgesagt          | Rennen abgesagt                |
| 13.08.2016 | Antillanca (CHI)     | Slalom        | Sebastiano Gastaldi   | Thomas Mairtre           | Kai Horwitz                    |
| 26.08.2016 | Valle Nevado (CHI)   | Super-G       | Klemen Kosi           | Andreas Sander           | Thomas Biesemeyer              |
| 27.08.2016 | El Colorado (CHI)    | Riesenslalom  | Štefan Hadalin        | Dominik Schwaiger        | Miha Hrobat                    |
| 28.08.2016 | La Parva (CHI)       | Slalom        | Armand Marchant       | Aljaž Dvornik            | Miha Hrobat                    |
| 02.09.2016 | Las Leñas (ARG)      | Kombination   | Rennen abgesagt       | Rennen abgesagt          | Rennen abgesagt                |
| 02.09.2016 | Las Leñas (ARG)      | Super-G       | Rennen abgesagt       | Rennen abgesagt          | Rennen abgesagt                |
| 06.09.2016 | La Parva (CHI)       | Abfahrt       | Brice Roger           | Thomas Dreßen            | Josef Ferstl                   |
| 07.09.2016 | La Parva (CHI)       | Abfahrt       | Brice Roger           | Josef Ferstl             | Andreas Sander                 |
| 08.09.2016 | La Parva (CHI)       | Super-G       | Valentin Giraud Moine | Martin Čater             | Josef Ferstl                   |
| 12.09.2016 | El Colorado (CHI)    | Super-G       | Josef Ferstl          | Martin Čater             | Valentin Giraud Moine          |
| 12.09.2016 | El Colorado (CHI)    | Super-G       | Josef Ferstl          | Christof Innerhofer      | Valentin Giraud Moine          |
| 12.09.2016 | El Colorado (CHI)    | Kombination   | Martin Čater          | Štefan Hadalin           | Christof Brandner              |
| 13.09.2016 | El Colorado (CHI)    | Sprintabfahrt | Josef Ferstl          | Thomas Dreßen            | Klemen Kosi                    |
| 14.09.2016 | El Colorado (CHI)    | Sprintabfahrt | Mattia Casse          | Adrian Smiseth Sejersted | Klemen Kosi                    |
| 27.09.2016 | Cerro Castor (ARG)   | Slalom        | Sebastiano Gastaldi   | Juan Del Campo           | Cristian Javier Simari Birkner |
| 28.09.2016 | Cerro Castor (ARG)   | Riesenslalom  | Cyprien Sarrazin      | Joan Verdú Sánchez       | Sebastiano Gastaldi            |

## Podestplatzierungen Damen
| Datum      | Ort                  | Disziplin    | 1. Platz                   | 2. Platz                  | 3. Platz                   |
| ---------- | -------------------- | ------------ | -------------------------- | ------------------------- | -------------------------- |
| 05.08.2016 | Chapelco (ARG)       | Riesenslalom | Rennen abgesagt            | Rennen abgesagt           | Rennen abgesagt            |
| 09.08.2016 | Cerro Catedral (ARG) | Riesenslalom | María Belén Simari Birkner | Nicol Gastaldi            | Ninon Esposito             |
| 11.08.2016 | Cerro Catedral (ARG) | Slalom       | Rennen abgesagt            | Rennen abgesagt           | Rennen abgesagt            |
| 13.08.2016 | Antillanca (CHI)     | Slalom       | Martina Dubovská           | Salomé Báncora            | María Belén Simari Birkner |
| 26.08.2016 | Valle Nevado (CHI)   | Super-G      | Noelle Barahona            | Abigail Murer             | Carmina Pallas             |
| 27.08.2016 | El Colorado (CHI)    | Riesenslalom | Jade Grillet Aubert        | Francesca Baruzzi Farriol | Salomé Báncora             |
| 28.08.2016 | La Parva (CHI)       | Slalom       | Salomé Báncora             | Mireia Gutiérrez          | Macarena Simari Birkner    |
| 02.09.2016 | Las Leñas (ARG)      | Kombination  | Rennen abgesagt            | Rennen abgesagt           | Rennen abgesagt            |
| 02.09.2016 | Las Leñas (ARG)      | Super-G      | Rennen abgesagt            | Rennen abgesagt           | Rennen abgesagt            |
| 06.09.2016 | La Parva (CHI)       | Abfahrt      | Noelle Barahona            | Macarena Simari Birkner   | Jade Grillet Aubert        |
| 07.09.2016 | La Parva (CHI)       | Abfahrt      | Ester Ledecká              | Noelle Barahona           | Jade Grillet Aubert        |
| 08.09.2016 | La Parva (CHI)       | Super-G      | Ester Ledecká              | Noelle Barahona           | Jade Grillet Aubert        |
| 12.09.2016 | El Colorado (CHI)    | Super-G      | Ester Ledecká              | Jade Grillet Aubert       | Claire Tan                 |
| 12.09.2016 | El Colorado (CHI)    | Super-G      | Ester Ledecká              | Macarena Simari Birkner   | Mathilde Nelles            |
| 12.09.2016 | El Colorado (CHI)    | Kombination  | Ester Ledecká              | Macarena Simari Birkner   | Mireia Gutiérrez           |
| 12.09.2016 | El Colorado (CHI)    | Kombination  | Ester Ledecká              | Macarena Simari Birkner   | Mathilde Nelles            |
| 13.09.2016 | El Colorado (CHI)    | Abfahrt      | Ester Ledecká              | Noelle Barahona           | Carmina Pallas             |
| 13.09.2016 | El Colorado (CHI)    | Abfahrt      | Ester Ledecká              | Noelle Barahona           | Mireia Gutiérrez           |
| 26.09.2016 | Cerro Castor (ARG)   | Slalom       | Adeline Baud-Mugnier       | Mireia Gutiérrez          | Clara Direz                |
| 28.09.2016 | Cerro Castor (ARG)   | Riesenslalom | Adeline Baud-Mugnier       | Estelle Alphand           | Tessa Worley               |